# Maman (sang fra 2025)
"Maman" (stiliseret med små bogstaver ) er en sang af den franske sangerinde Louane. Den blev skrevet af Louane selv sammen med Tristan Salvati, der producerede sangen. Balladen blev udgivet den 15. marts 2025 og repræsenterede Frankrig i Eurovision Song Contest 2025.

## Hitlister
| Hitlister (2025)                | Top position |
| ------------------------------- | ------------ |
| Belgien (Ultratop 50 Vallonien) | 50           |
| Frankrig (SNEP)                 | 49           |